# Euthyphron
Euthyphron (ou Sur la Piété) est un dialogue de Platon. Il appartient à la série dite des « Premiers Dialogues », composés à l’époque où l’auteur était encore jeune et qui ont en général la vertu pour objet. La date de la rédaction exacte reste cependant incertaine, les commentateurs la faisant varier de 399, juste avant le procès de Socrate, à 395 av. J.-C., quelques années après sa mort.

## Cadre dramatique
Socrate est attaqué en graphè, procès public intenté au nom de la communauté tout entière, et non en privé. D'emblée, Socrate tourne en dérision la suffisance de celui qui croit savoir quelque chose, et sa distance moqueuse face au devin se marque dès le début de leur discussion.

### Personnages
- Socrate
- Euthyphron, devin.

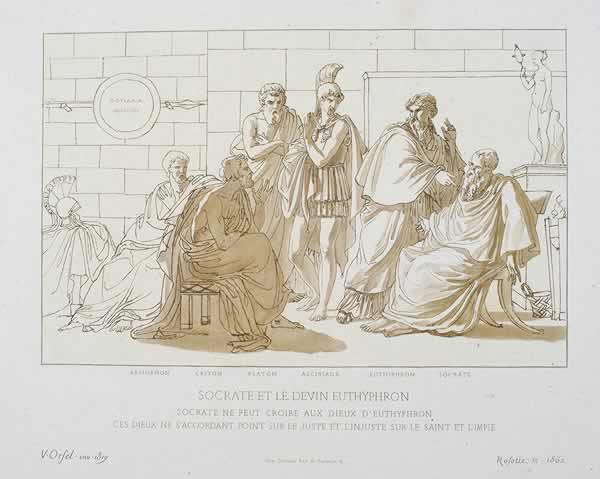
Socrate et Euthyphron par Victor Orsel, Bowes Museum.

Euthyphron est un personnage obscur mais semblant avoir réellement existé. Les faits rapportés dans le dialogue qui porte son nom sont sans doute eux-mêmes exacts, et bien connus par les Athéniens de l’époque : en tant que devin réputé intraitable dans le domaine de la droiture et de la piété, il aurait traduit son propre père en justice pour avoir laissé mourir au fond d’une fosse un de ses ouvriers, lequel venait par ailleurs d’assassiner quelqu’un. Il est difficile de dire si cet Euthyphron correspond au personnage du même nom présent dans le Cratyle, mais rien ne semble a priori y faire objection : son nom est éponyme d'un dialogue platonicien, et il est question de lui dans le Cratyle. Victor Cousin dit qu'il s'agit du même personnage, Luc Brisson n'est pas de cet avis.

### Philosophie et culte des dieux dans la cité
Dans le dialogue entre Euthyphron et Socrate, dialogue sur la piété, Socrate demande sans cesse à Euthyphron ce que sont l'eusébie et l’hosiótês. Cependant, les deux termes ne semblent pas être exactement synonymes. Tandis que l'eusébie désigne le fait d'accomplir pour les dieux ce qui est établi, traditionnel et convenu, l’hosiótês implique une rectitude, une droiture ou une justice qui n'est pas nécessairement celle de la tradition, mais qui est de l'ordre de ce qui est juste en soi. Platon, en employant les deux termes comme s'ils voulaient dire la même chose, tenterait d'éveiller chez Euthyphron la question de la justesse ou de la moralité de ce qui est fait de manière coutumière, ce qui a été établi de manière empirique. Il confronte ainsi l'eusébie comme attitude rituelle et traditionnelle envers les dieux à l’hosiótês comme respect d'une loi divine. Le culte des dieux dans les cités grecques, comme le sera la religion romaine, est essentiellement une affaire politique académique. Le culte des dieux concerne la piété et les vertus des citoyens, et, par là, le succès et la conservation de la cité. 
À Socrate qui lui demande ce que font les dieux pour un homme épris d'eusébie et d’hosiótês, Euthyphron répond : « Ce que je puis te dire en général, c'est que la sainteté consiste à se rendre les dieux favorables par ses prières et ses sacrifices, et qu'ainsi elle conserve les familles et les cités ; que l'impiété consiste à faire le contraire, et qu'elle perd et ruine tout »,.

### Date de l’action
Le dialogue est censé se dérouler en 399 av. J.-C., plus précisément entre l’accusation portée par Mélétos contre Socrate et le procès proprement dit de ce dernier.

## Le dialogue
L’Euthyphron traite de la nature de l'eusébie (respect dû aux dieux) et cherche à la définir, sans apporter de conclusion à ce sujet.

### Scène introductive
Socrate vient d’apprendre qu’il fait l’objet d’une accusation de la part d’un certain Mélétos, un jeune opportuniste lui reprochant de corrompre la jeunesse par ses discours et ses idées subversives, notamment en matière de religion.
Se rendant au Portique royal d’Athènes pour y être entendu par l’archonte-roi, il croise Euthyphron, lequel s’étonne de le voir là. Après lui avoir conté sa mésaventure en l’agrémentant de compliments ironiques à l’adresse de Mélétos, Socrate s’enquiert à son tour de la raison pour laquelle Euthyphron se rend au même endroit que lui. 
C’est, lui répond-il, qu’il s’apprête à commettre un acte d’une grande piété. Il vient en effet porter une accusation contre son propre père. Un des ouvriers de leur famille, travaillant sur leurs champs à Naxos, avait un soir trop bu et a commis l’irréparable sur un autre ouvrier en lui coupant la gorge. Le père d’Euthyphron a alors fait lier les pieds et les mains du criminel, avant de le jeter dans une fosse, le temps d’envoyer quelqu’un auprès des responsables religieux afin d’apprendre ce qu’il convenait de faire. Avant que leur avis ne lui parvînt, le fautif avait malheureusement déjà trouvé la mort, emporté par le froid et la faim.
Socrate se réjouit de ces circonstances : si Euthyphron agit comme il le fait avec tant de détermination, c’est assurément qu’il a une vision claire et précise de ce qui est pieux et de ce qui ne l’est pas. Sans quoi, il n’oserait pas porter une accusation aussi grave contre son père. Il le prie donc instamment de l’éclairer sur la nature de la piété, afin que Mélétos ne puisse plus l’accuser d’en manquer lui-même.

### Première définition d’Euthyphron: c’est de poursuivre toute personne ayant commis une faute
Ne comprenant pas immédiatement la requête de Socrate, qui lui avait pourtant bien précisé qu’il voulait une définition de la piété en général, Euthyphron lui propose une première réponse bien trop étroite : être pieux, c’est selon lui « poursuivre tout criminel qui a commis un meurtre, dérobé des objets sacrés, ou fait tout autre faute du même genre, qu’il soit votre père ou votre mère ou tout autre ».
Et la meilleure preuve, ajoute-t-il, n’est-elle pas que les dieux agissent tout comme lui, Cronos ayant castré son père Ouranos avant d’être lui-même réduit à l’impuissance par son fils Zeus ?
Mais Socrate, en homme rationnel, n’accorde que peu d’importance à tous ces « contes », et prie Euthyphron de bien vouloir donner une idée plus générale de ce qu’est, selon lui, la piété.

### Deuxième définition d’Euthyphron: c’est ce qui est cher aux dieux
Ayant cette fois saisi où Socrate voulait en venir, Euthyphron répond que « ce qui est cher aux dieux est pieux, et ce qui ne leur est pas cher est impie ».
Mais, objecte Socrate, les dieux ne sont-ils pas constamment en train de se quereller sur de nombreux sujets ? Dès lors, ce qui est cher à un dieu peut ne pas être cher à un autre. Les mêmes choses pourraient alors être pieuses et impies, ce qui prouve que la définition proposée est mauvaise.

### Troisième définition d’Euthyphron: c’est ce qui plaît à tous les dieux
À l’invitation de Socrate, Euthyphron est alors amené à modifier légèrement sa définition : ce qui est cher à tous les dieux est pieux, et ce qui leur est odieux à tous est impie. Quant aux choses chères à certains dieux et odieuses à d’autres, elles sont à la fois pieuses et impies ou bien ni l’une ni l’autre.
Socrate n’est toujours pas satisfait par cette définition un peu bancale, et amène une remarque subtile qu’il explique longuement. Selon Euthyphron, le pieux est ce qui est aimé des dieux. Or, ce n'est pas parce qu'une chose est conduite qu'on la conduit, mais bien parce qu'on la conduit qu'elle est conduite. De même, ce n'est pas parce qu'une chose est aimée des dieux que les dieux l'aiment, mais bien parce que les dieux l'aiment qu'elle est aimée des dieux. Par ailleurs, Euthyphron avait défini le pieux comme ce qui est aimé des dieux. Or, si le pieux d'une part est ce qui est aimé des dieux, et si, d'autre part, ce qui est aimé des dieux l'est parce que les dieux l'aiment, alors le pieux est pieux simplement parce que les dieux l'aiment. Or c'est parce qu'il est pieux que les dieux aiment le pieux, et non pas parce que les dieux l'aiment que le pieux est pieux.
Dès lors, on ne peut définir la piété comme ce qui est cher aux dieux : il s’agit tout au plus d’une caractéristique accidentelle de cette vertu, mais pas de ce qui fait son essence. 
Sommé de revoir à nouveau sa définition, Euthyphron s’avoue perdu : Socrate traite les idées de son interlocuteur d’une telle façon qu’elles ne restent pas en place.

### Quatrième définition: c’est la partie de la justice qui concerne le soin dû aux dieux
Socrate intervient alors pour sortir Euthyphron de l’embarras. Il ne fait aucun doute, en premier lieu, que tout ce qui est pieux est juste. On ne peut en revanche affirmer que tout ce qui est juste relève forcément de la piété.
Il semble donc incontestable que la piété soit une partie de la notion plus large de justice. Mais de quelle partie s’agit-il ?
Euthyphron répond qu’il s’agit de la partie de la justice « qui concerne les soins dus aux dieux, et que ce qui regarde les soins que les hommes se rendent entre eux forme la partie qui reste de la justice ».
Intéressé par cette idée, Socrate est cependant gêné par le concept de « soins ». Lorsqu’un esclave prodigue des soins à son maître, ou un cavalier à son cheval, c’est toujours en vue de profiter à celui qui en fait l’objet, d’une façon ou d’une autre. Or quels bénéfices les dieux retirent-ils de la piété des hommes ? En deviennent-ils meilleurs, ou cela leur permet-il de produire quelque chose ?

### Retour à la première définition et abandon
Embarrassé encore une fois, Euthyphron s’en sort en revenant sur une de ses précédentes définitions, à savoir que la piété consiste à dire et faire ce qui est agréable aux dieux, en priant et en sacrifiant. Or Socrate a déjà démontré la fausseté de cette idée, et estime que le mieux est de reprendre la discussion depuis le début.
Ayant mieux à faire que de se ridiculiser à nouveau, Euthyphron s’excuse vaguement et prend congé de Socrate, laissant le dialogue inabouti.

## Portée philosophique
En ce qui concerne la question de la piété, le lecteur n’est laissé qu’avec un début de réponse à la question initialement posée : elle est, pense Euthyphron, une partie du juste. Mais quelle partie, et comment la définir plus précisément ? On ne parvient pas à répondre à cette question. Peut-être la question est-elle mal posée ? Peut-être la piété n'est-elle pas, comme l'affirme Euthyphron, une partie de la justice, mais la justice même ? 
La portée philosophique de l'Euthyphron se déploie néanmoins sur un autre plan : c'est du mode de vie philosophique qu'il est question. En ce sens, l’Euthyphron forme en quelque sorte un prologue ou un appendice à l’Apologie de Socrate. En effet, un des soucis de Platon ici, tout comme dans l’Apologie, est d'illustrer et de défendre le mode de vie philosophique par opposition à un mode de vie non-philosophique (ici illustré par Euthyphron qui va jusqu'à accuser son père au nom de la piété alors que lui-même ne sait pas ce qu'est la piété).
Dans l’Euthyphron, l'Ousía est démontrée comme l'essence, c'est-à-dire la nature invariable et stable. Il est important de connaître l'emploi fait par Platon de ce concept, puisque la philosophie aristotélicienne entretient un rapport critique diversement interprétable avec le platonisme.
Le but du dialogue n’était sans doute pas de répondre complètement à la question de la piété, mais de fournir au lecteur un modèle exemplaire de discussion socratique, afin de l’encourager à continuer lui-même la recherche philosophique en usant des mêmes méthodes de raisonnement.
Ce dialogue peut aussi être vu comme une invitation à la réflexion sur la piété. À la fin, le lecteur est en effet déçu, car il ne trouve aucune définition claire de la piété. Toutefois, plusieurs indices laissent croire que Platon avait une certaine idée de la piété et que cette idée était assez précise et claire malgré tout. Comment alors reconstruire cette idée de la piété dans l'hypothèse où Platon aurait volontairement brouillé les cartes pour inciter le lecteur à réfléchir par lui-même? La méthode est très simple : il faut répertorier les idées que Socrate n'a pas réfutées par un argument valide et, avec ces idées, reformuler la définition de la piété. Il y a au moins trois idées de cet ordre : 
1. que la piété est une partie de la justice (12 c - 12 e) ;
2. que la piété est une sorte de service rendu (13 d - 14 a) ;
3. que la piété contribue à préserver les demeures privées et le bien commun des cités (14 b).

Nous obtenons alors la définition suivante : la piété est la partie de la justice qui concerne les services rendus pour préserver les demeures privées et le bien commun des cités. À première vue, cette reconstruction pourrait paraître arbitraire et gratuite, mais lorsque nous considérons le personnage de Socrate, la manière dont il est dépeint par Platon dans l'ensemble des dialogues et le caractère apologétique de plusieurs dialogues de jeunesse, alors cette définition prend tout son sens. Elle répond à la question : Socrate était-il impie ? La réponse est claire et nette : non, il n'était pas impie et, au contraire, il était un exemple honorable de piété. Socrate était en effet celui qui consacrait sa vie au service public, et cela, gratuitement (contrairement aux sophistes) : il questionnait sans relâche ses concitoyens de manière à éradiquer la double ignorance, soulever les problèmes les plus criants de la cité athénienne et mettre en valeur la quête d'une vérité universellement valable, ce qui est sûrement essentiel au maintien de la justice dans les demeures privées et dans l'ensemble des communautés politiques.

## Autres dialogues autour de la condamnation de Socrate
- Théétète : Socrate, à la fin du dialogue, doit se rendre au portique de l'Archonte-roi qui juge les affaires de religion.
- Euthyphron : dialogue près du Portique royal, juste avant le passage de Socrate devant l'Archonte-roi.
- Apologie de Socrate : procès, discours et condamnation de Socrate.
- Criton : Socrate, en prison, refuse de s'évader.
- Phédon : exécution de Socrate.